# Ann Hansen
Pour les articles homonymes, voir Hansen.
Ann Hansen, née le 16 juillet 1953, est une anarchiste canadienne, anciennement membre du groupe Direct Action (Squamish Five). L'organisation qui se livraient à des tactiques de guérilla urbaine, est tristement célèbre pour le bombardement, en 1982, d'une usine de Litton Industries qui fabriquait des pièces à usage militaire. À la suite de son arrestation, Hansen est condamnée à perpétuité, mais bénéficie d'une libération conditionnelle après sept ans de détention. En 2002, elle écrit un livre relatant son passé d'activiste : Direct Action: Memoirs of an Urban Guerilla. C'est aussi une militante pour les droits des prisonniers et a publié un autre ouvrage Taking the Rap: Women Doing Time for Society's Crimes en 2018.

## Direct Action
À la fin des années 1970, Hansen réside à Toronto lorsqu'elle fait la rencontre Brent Taylor. Elle déménage ensuite à Vancouver et amorce une relation amoureuse avec lui. Ils décident alors de fonder le groupe activiste Direct Action auquel se joignent Julie Belmas et Gerry Hannah, deux figures connues de la scène punk de Vancouver. Le groupe mène diverses actions militantes, notamment une attaque contre une sous-station électrique de BC Hydro sur l'île de Vancouver, ainsi qu'un attentat à la bombe chez Litton Industries à Toronto lors de laquelle 10 personnes seront blessées. L'usine s'apprêtait à amorcer la fabrication de systèmes de guidage pour les missiles de croisière américains. L'explosion a contribué à l'annulation du contrat. Par la suite, Hansen, membre d'un autre groupe Wimmin's Fire Brigade, participe à des attaques à la bombe incendiaire contre plusieurs magasins de la chaîne Red Hot Video de Vancouver, car ces derniers font la promotion de films pornographiques hardcore.
Ann Hansen et certains de ses acolytes de Direct Action sont finalement arrêtés en 1983 et elle est emprisonnée à la prison d'Oakalla, en Colombie-Britannique, où elle attend de son procès. Après avoir été condamnée à l'emprisonnement à perpétuité, elle est transférée à la prison des femmes de Kingston, puis à l'établissement Grand Valley pour femmes de Kitchener. Pendant son séjour au pénitencier, elle est interloquée par le grand nombre de prisonnières membres des Premières Nations ou de la communauté afro-canadienne. On lui accorde la liberté conditionnelle après sept années de détention. En 2001, elle publie un mémoire intitulé Direct Action: Memoirs of an Urban Guerilla.

## Activisme
En août 2012, Hansen est arrêtée et emprisonnée de nouveau en raison d'allégations de non-respect de ses conditions de libération. Les faits reprochés sont liés à l'organisation d'une projection de film à la bibliothèque publique de Kingston, en Ontario, au cours de laquelle un avocat présentait un atelier au sujet de l'action directe. Elle retourne à l'établissement Grand Valley pour femmes, puis est libérée avec des conditions plus strictes en octobre.
À la suite de l'écriture de Taking the Rap: Women Doing Time for Society's Crimes, qui traite de ses expériences d'incarcération, Hansen tient une série de conférences à l'Université de la Colombie-Britannique, à l'Université Capilano, à l'Université polytechnique Kwantlen (KPU), à l'Université de Winnipeg, ainsi qu'au Magnus Eliason Recreation Centre de Winnipeg, entre autres,,.
Ann Hansen est membre du P4W Memorial Collective, qui milite pour la préservation de l'ancienne prison pour femmes de Kingston, où elle a purgé une partie de sa peine. Lors du réaménagement du bâtiment, le groupe a revendiqué la construction d'un jardin commémoratif en mémoire des femmes qui y ont été emprisonnées. En 2020, elle participe en tant que conférencière à l'événement Untold stories on Kingston Penitentiary Tours: An online panel discussion.
Elle a fait don de ses documents personnels aux collections spéciales de la bibliothèque de l'Université de Victoria aux archives anarchistes en 2011.

## Ouvrages
- (en) Direct Action: Memoirs of an Urban Guerilla, Toronto, Between the Lines, 2001, 493 p. (ISBN 978-1902593487)).
- (en) en collaboration avec Julie Belmas, « This Is Not A Love Story: Armed Struggle Against The Institutions Of Patriarchy », Disorderly Conduct, The Anarchist Library, no 5,‎ 2002 (lire en ligne).
- (en) « Armed Struggle, Guerilla Warfare, and the Social Movement Influences on 'Direct Action », dans Steven Best (dir.) et Anthony J. Nocella (dir.), Igniting a revolution: Voices in defense of earth, AK Press, 2006, 441 p. (ISBN 9781904859567).
- (en) Taking the Rap: Women Doing Time for Society's Crimes, Between the Lines, 2018, 353 p. (ISBN 9781771133555)).
- (en) « Avant-propos », dans Margrit Schiller, Remembering the Armed Struggle : My Time with the Red Army Faction, PM Press, 2021, 256 p. (ISBN 9781629638737)).